# Division I 1970-1971 (pallacanestro maschile)
La Division I 1970-1971 è stata la 39ª edizione del massimo campionato belga di pallacanestro maschile. La vittoria finale è stata ad appannaggio del BUS Lier.

## Risultati

### Stagione regolare
|     | Squadra             | G  | V  | N | P  | PF | PS | Pt. | Qualificazione       |
| --- | ------------------- | -- | -- | - | -- | -- | -- | --- | -------------------- |
| 1.  | BUS Lier            | 22 | 17 | 1 | 4  |    |    | 35  | girone finale        |
| 2.  | Royal IV Anderlecht | 22 | 15 | 0 | 7  |    |    | 30  | girone finale        |
| 3.  | Racing Mechelen     | 22 | 13 | 2 | 9  |    |    | 26  | girone finale        |
| 4.  | Dits Pitzemburg     | 22 | 12 | 2 | 8  |    |    | 26  | girone finale        |
| 5.  | Avanti Brugge       | 22 | 12 | 1 | 9  |    |    | 25  | girone finale        |
| 6.  | Antwerpse           | 22 | 11 | 2 | 9  |    |    | 24  | girone finale        |
| 7.  | Standard Liegi      | 22 | 11 | 1 | 10 |    |    | 23  | girone retrocessione |
| 8.  | Okapi Aalstar       | 22 | 9  | 3 | 10 |    |    | 21  | girone retrocessione |
| 9.  | Athlon Ieper        | 22 | 9  | 1 | 12 |    |    | 19  | girone retrocessione |
| 10. | Bavi Vilvoorde      | 22 | 9  | 1 | 12 |    |    | 19  | girone retrocessione |
| 11. | Imperial Gent       | 22 | 5  | 0 | 17 |    |    | 16  | girone retrocessione |
| 12. | Racing White        | 22 | 0  | 0 | 22 |    |    | 0   | girone retrocessione |

### Girone retrocessione
|     | Squadra        | G  | V  | N | P  | PF | PS | Pt. | Qualificazione |
| --- | -------------- | -- | -- | - | -- | -- | -- | --- | -------------- |
| 7.  | Standard Liegi | 32 | 17 | 1 | 14 |    |    | 35  |                |
| 8.  | Okapi Aalstar  | 32 | 15 | 3 | 14 |    |    | 33  |                |
| 9.  | Bavi Vilvoorde | 32 | 15 | 2 | 15 |    |    | 32  |                |
| 10. | Athlon Ieper   | 32 | 15 | 1 | 16 |    |    | 31  |                |
| 11. | Imperial Gent  | 32 | 11 | 3 | 18 |    |    | 25  | retrocesse     |
| 12. | Racing White   | 32 | 1  | 0 | 31 |    |    | 2   | retrocesse     |

### Girone finale
|    | Squadra             | G  | V  | N | P  | PF | PS | Pt. |
| -- | ------------------- | -- | -- | - | -- | -- | -- | --- |
| 1. | BUS Lier            | 32 | 23 | 1 | 8  |    |    | 47  |
| 2. | Racing Mechelen     | 32 | 21 | 0 | 11 |    |    | 42  |
| 3. | Royal IV Anderlecht | 32 | 20 | 0 | 12 |    |    | 40  |
| 4. | Avanti Brugge       | 32 | 18 | 1 | 13 |    |    | 37  |
| 5. | Dits Pitzemburg     | 32 | 15 | 2 | 15 |    |    | 32  |
| 6. | Antwerpse           | 32 | 13 | 2 | 17 |    |    | 28  |

| Division I 1970-1971 |
| -------------------- |
| BUS Lier 1º titolo   |

## Formazione vincitrice
| N° | Naz.              | Ruolo | Sportivo                |  | Alt. |  |
| -- | ----------------- | ----- | ----------------------- |  | ---- |  |
|    | Belgio (bandiera) | C     | Lucien Van Kersschaever |  | 196  |  |